# D.B. Newton
D.B. Newton, egentligen Dwight Bennett Newton, född den 14 januari 1916 i Kansas City, Missouri, död den 30 juni 2013 i Bend, Oregon, var en amerikansk författare som förutom under eget namn skrev under pseudonymerna Dwight Bennett, Clement Hardin, Ford Logan och Hank Mitchum.

## Biografi
Newton föddes i Kansas City, Missouri, som son till Otis L. Newston och Grace Newton, född Thompson. Han började publicera västernberättelser i slutet av 1930-talet. Hans berättelser har i svensk översättning främst utgivits av Wennerbergs Förlag.
Newton gifte sig med Mary Jane Kregel 1941 och fick döttrarna Jennifer och Janet.
1942 erhöll Newton en magisterexamen i historia vid University of Missouri i Kansas City.
Åren 1942-1946 tjänstgjorde han vid arméns ingenjörskår.
Bland hans böcker handlar flera om karaktären Jim Bannister. Boken Shotgun guard handlar om Dan Temple och enligt vissa källor påstås att Newton även ska ha använt detta namn som pseudonym.
Totalt bedöms Newton ha skrivit omkring 70 romnaner, 175 noveller och 40 manuskript för TV. Bland dessa fanns första avsnittet och skapandet av flera karaktärer i västernsserien Wagon train.
1953 var Newton en av grundarna till Western Writers of America. Nelson Nye var organisationens första ordförande och Newton tjänstgjorde som sekreterare och kassör.

### Som D. B. Newton
- The gun-master of Saddleback 1948
- Range boss 1948 (Vem mördade min bror? 1957, Pyramid 43)
- Shotgun guard 1951
- Six-gun gamble 1951
- Fury at Three Forks 1964 (Den utstötte 1967, Pyramid 263)

### Som Dwight Bennett
- Guns along the Wickiup 1953 (Blodssfejd 1962, Pyramid 162)
- Top hand 1955 (Min är hämnden 1957, Pyramid 46)
- The avenger 19565 (Boskapsstölder 1957, Pyramid 50)

### Som Clement Hardin
- Colt wages 1970 (Tjuvarnas ranch 1974, Pyramid 359)